# Santuario della Madonna della Macchia
Il santuario della Madonna della Macchia è una chiesa cattolica situata nel comune di Buonalbergo, in provincia di Benevento, sussidiaria della parrocchiale di San Nicola di Buonalbergo. Dal 1988 dipende dall'arcidiocesi di Benevento, ma storicamente ha sempre fatto parte della diocesi di Ariano. La messa viene celebrata ogni prima domenica del mese e nelle ricorrenze mariane.

## Storia

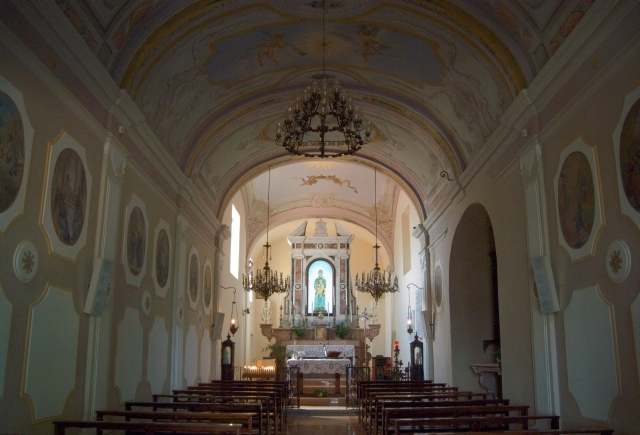
Interno

Secondo la leggenda, la statua venerata nel santuario sarebbe stata portata dai crociati di Boemondo d'Altavilla di ritorno dalla Terrasanta, e nascosta in una macchia di alberi (da cui il nome); venne rinvenuta nel Cinquecento da una pastorella muta, che al momento della scoperta riacquistò la voce, e la popolazione locale avrebbe così deciso di costruire una cappella sul posto. 
La prima citazione di una Ecclesiam Sanctae Mariae è nel Chronicon Sanctae Sophiae, che ne attesta la sua donazione nel 1078 da Gerardo di Buonalbergo al monastero di Santa Sofia di Benevento. L'edificio attuale è stato costruito da maestranze locali tra il 1650 e il 1660.
Danneggiato dal terremoto del 1980, venne restaurato nel 1982. Il 2 settembre 2023 è stato proclamato santuario diocesano dall'arcivescovo Felice Accrocca.

## Descrizione
Il santuario, circondato da un ampio cortile recintato, sorge su una collina tra le campagne a sud di Buonalbergo. Annessi al santuario si trovano il campanile e l'antico eremo, dove da pochi anni è attiva la "casa del pellegrino", dedicata all'accoglienza dei visitatori.
L'interno è ad unica navata, voltata a botte; nel presbiterio si trova l'altare monumentale con la statua della Madonna della Macchia.
Vi sono affreschi raffiguranti alcuni santi, come sant'Antonio di Padova.

### La statua

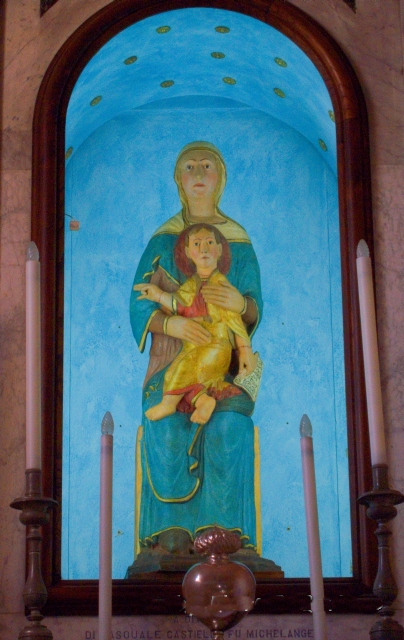
La statua della Madonna della Macchia

La statua della Madonna della Macchia è una scultura in legno bizantina risalente al XII secolo; rappresenta la vergine Maria seduta su una seggiola, che tiene in braccio il bambino Gesù, seduto sulle sue gambe. Il bambino tiene la mano destra in segno benedicente alla maniera greca, ossia con tre dita aperte secondo le caratteristiche del Cristo pantocratore, mentre nella sinistra impugna una pergamena con scritto in latino il versetto di Giovanni 8,12: EGO SUM LUX MUNDI / QUI SEQUITUR ME / NON AMBULAT / IN TENEBRIS / ET HABEBIT / LUMEN VITAE / EGO SUM ALFA ET OMEGA  (Io sono la luce del mondo; chi segue me, non camminerà nelle tenebre, ma avrà la luce della vita. Io sono il principio e la fine; l'ultima frase è da Apocalisse 21,6).